# 農地基本台帳
農地基本台帳（のうちきほんだいちょう）とは、市町村の農業委員会が記録する、農地の台帳である。世帯状況、就業状況、営農状況などを記録する。

## その他
- 現況農地を規定面積以上所有又は耕作している者は、市町村の農業委員会に届出る。
- 農家の項も参照のこと。

## 関連事項
- 農地法
- 農業基本法
- 農業委員会
- 農家資格
- 農地
- 農家
- 農業